# Fantoma de la operă
Fantoma de la Operă este un roman al scriitorului francez Gaston Leroux apărut în 1910, care pornește de la fapte reale petrecute în secolul al XIX-lea în Paris, dar și de la legenda care circula în acea perioadă referitoare la moartea unei balerine.
Principalele personaje din roman sunt Christine Daae - o tânără cântăreață suedeză, Erik - posibil o fantomă care trăiește în catacombele clădirii operei și o iubește pe Christine, Raoul - un prieten din copilărie al Christinei, Persianul - un om misterios din trecutul lui Erik, doamna Giry, Meg Giry - fiica doamnei Giry, Carlotta și altele.
Misterul, atmosfera, povestea de iubire și tragedia au făcut ca romanul să fie dramatizat și ecranizat, cu mare succes, în nenumărate rânduri. A fost pus în scenă inclusiv în România.

Potrivit Irinei Margareta Nistor, care a scris prefața ediției în limba română din 2015, romanul nu și-a pierdut din actualitate, fiind la fel de popular ca la apariție, la celebritatea acestuia contribuind semnificativ adaptarea muzicală a lui Andrew Lloyd Webber. Spectacolul lui Weber a avut premiera pe 9 octombrie 1986, în West End și a atras un număr impresionant de spectatori.